# مونسيك نيورليت
مونسيك نيورليت (بالفرنسية: Muncq-Nieurlet)‏ هي بلدية تقع في إقليم باد كاليه من منطقة نور با دو كاليه في شمال فرنسا. تبلغ مساحة هذه المدينة 11.44 (كم²)، وترتفع عن سطح البحر 52 م، يبلغ عدد سكانها 600 نسمة حسب إحصاء المعهد الوطني للإحصاء والدراسات الاقتصادية سنة 2009 م. وترأس Jean Boidin البلدية خلال فترة (2008-2014).